# Hygrocybe miniata
Espèce
Synonymes
- Agaricus miniatus Fr.[2]
- Hygrocybe miniata var. miniata[2]
- Hygrocybe strangulata (P.D. Orton) Svrček[2]
- Hygrophorus miniatus (Fr.) Fr.[2]
- Hygrophorus strangulatus P.D. Orton[2]

Hygrocybe miniata, l’Hygrophore vermillon, est une espèce de champignons de la famille des Hygrophoracées.

## Caractéristiques
Il s'agit d'un champignon de taille modeste poussant dans l'herbe. Le chapeau est de couleur orange vif.

## Forme
Selon NCBI (24 février 2021) :
- Hygrocybe miniata f. longipes